# Карпов, Дмитрий Васильевич
Дмитрий Васильевич Карпов (род. 23 июля 1981, Караганда, Казахская ССР) — казахстанский легкоатлет, бронзовый призёр летних Олимпийских игр 2004 года. Заслуженный мастер спорта Республики Казахстан (2004).

## Биография
Карпов занимается легкой атлетикой с 15 лет. Участник Всемирных юношеских игр (1999, Москва), чемпионата Азии (2000, Сингапур), чемпионата мира среди юниоров (2001, Чили).
В 2003 году в Италии на Гран-при по легкой атлетике завоевал золото в десятиборье, набрав 8253 очка и установив рекорд Казахстана и Азии.
В 2003 году на Чемпионате мира в Сен-Дени (Франция) завоевал бронзовую медаль в десятиборье, набрав 8374 очка и установив рекорд Казахстана и Азии.
На афинской Олимпиаде — 2004 в соревнованиях по десятиборью набрал 8725 очков, установил новый рекорд Казахстан и Азии и завоевал бронзовую медаль.
В 2004 году награждён медалью «За трудовое отличие» («Ерен еңбегі үшін»).
Бронзовый призер Гран-при «Золотая лига» в десятиборье (Франция, 2004); участник чемпионата мира (Финляндия, 2005); серебряный призер международных соревнований (Австрия, 2006); победитель международных соревнований (Германия, 2006).
В 2006 году стал победителем соревнований XV Азиатских игр в Катаре в десятиборье.
В 2007 и 2008 годах на Чемпионате мира в Японии и Чемпионате мира в Испании завоевал по бронзовой медали в десятиборье.
Участник пекинской Олимпиады — 2008 и Чемпионата мира в Германии.
На Олимпиаде в Лондоне стал 18-м.
На чемпионате мира 2013 года за два фальстарта на дистанции 100 метров был дисквалифицирован.

## Образование
- Факультет физической культуры и спорта Карагандинского государственного университета им. Е. А. Букетова (2005), тренер-преподаватель
- Юридический факультет Карагандинского государственного университета им. Е. А. Букетова (2008), юрист

## Лучшие результаты

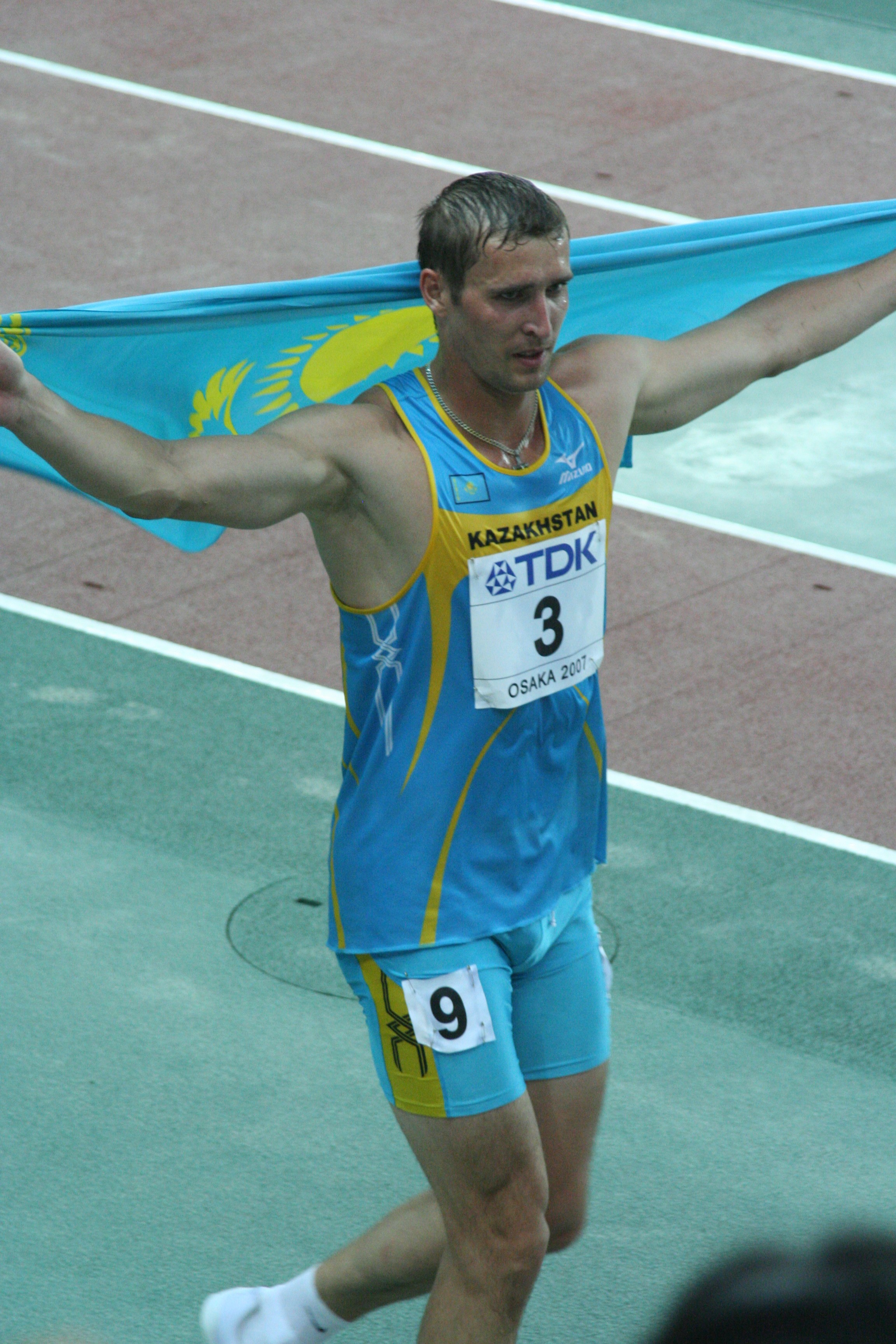
Дмитрий Карпов — обладатель рекорда Азии в десятиборье.

### на открытом воздухе
- 100 м. — 10.50 (2004)
- 200 м. — 21.65 (2003)
- 400 м. — 46.81 (2004)
- 1500 м. — 4:32.34 (2006)
- 110 м с барьерами — 13.93 (2002)
- Прыжок в высоту — 2.12 (2003)
- Прыжок с шестом — 5.30 (2008)
- Прыжок в длину — 8.05 (2002)
- Толкание ядра — 16.95 (2010)
- Метание диска — 52.80 (2004)
- Метание копья — 60.31 (2006)
- Десятиборье — 8725 (2004)

### В помещении
- 60 м. — 7.04 (2004)
- 1000 м. — 2:42.34 (2004)
- 60 м с барьерами — 7.79 (2003)
- Прыжок в высоту — 2.11 (2002)
- Прыжок с шестом — 5.20 (2008)
- Прыжок в длину — 7.99 (2004)
- Тройной прыжок — 16.23 (2008)
- Семиборье — 6229 (2008)

### Рекорды Казахстана
- Десятиборье — 8725 очков — Афины (Греция), 23-24 августа 2004.
- Семиборье — 6229 очков — Таллин (Эстония), 15-16 февраля 2008.
- Прыжок в длину (в помещении) — 7,99 — Москва (Россия), 8 февраля 2004.

### Рекорды Азии
- Десятиборье — 8725 очков — Афины (Греция), 23-24 августа 2004.
- Семиборье — 6229 очков — Таллин (Эстония), 15-16 февраля 2008.

## Семья
- Отец — Карпов Василий Борисович — Заслуженный тренер Республики Казахстан по легкой атлетике
- Мать — Карпова Вера Федоровна — Заслуженный тренер Республики Казахстан по легкой атлетике
- Супруга — Карпова (Науменко) Ирина Владимировна (род.1980) — казахстанская легкоатлетка
- Дети — Святослав (род.2009), Милослава (род.2010)